# Franciszkanki Rodziny Maryi

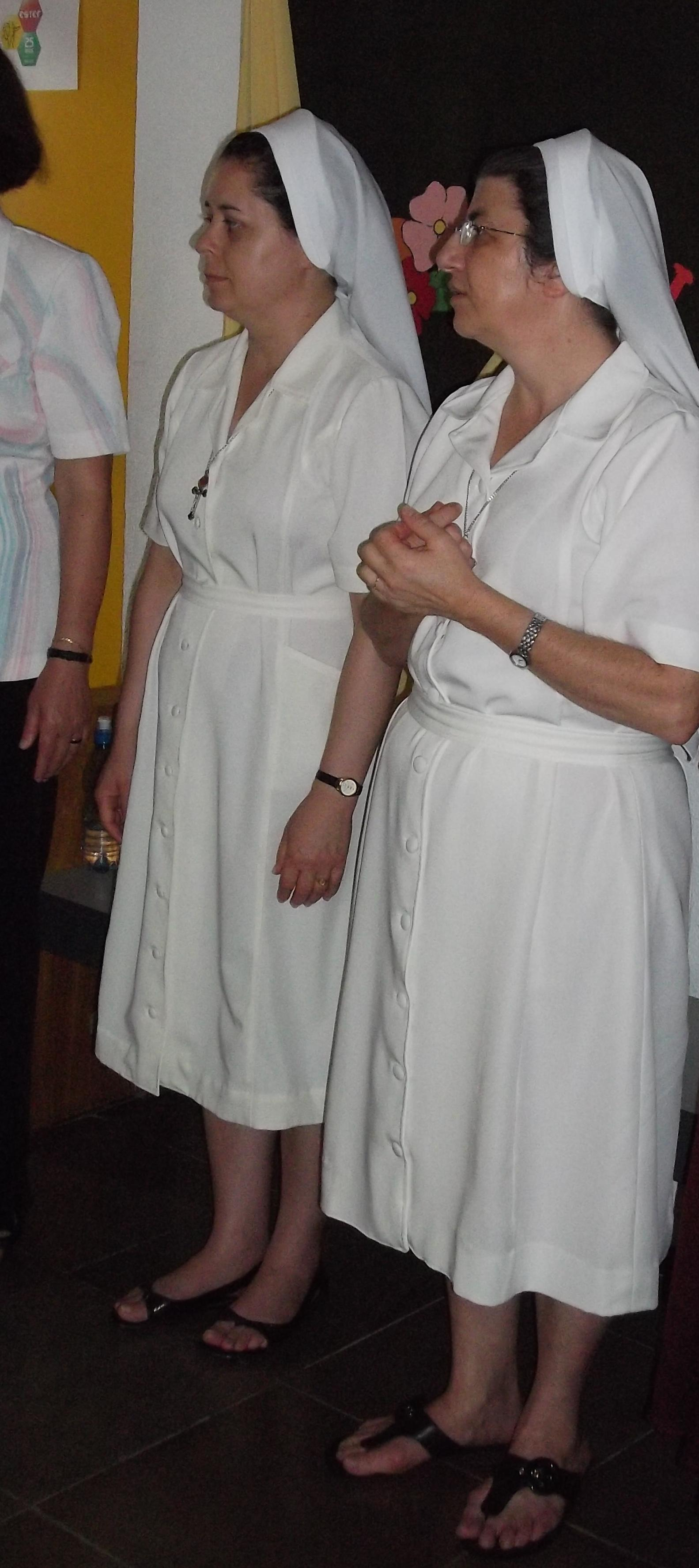
Franciszkanki Rodziny Maryi w Brazylii

Zgromadzenie Sióstr Franciszkanek Rodziny Maryi (Congregatio Sororum Franciscalium Familiae Mariae), CSFFM, Siostry Rodziny Maryi, RM – żeński zakon katolicki. 

## Opis
Zgromadzenie zostało założone przez metropolitę warszawskiego, abp. Zygmunta Szczęsnego Felińskiego (beatyfikowanego przez Jana Pawła II w 2002 w czasie jego ostatniej pielgrzymki do Polski, kanonizowanego przez Benedykta XVI w 2009) w Petersburgu w 1857 dla ratowania biednych dzieci w Imperium Rosyjskim, udzielania pomocy biednym, a także parafiom katolickim w Rosji.
Po wyjeździe abp. Felińskiego do Dźwiniaczki zgromadzenie osiedliło się też w zaborze austriackim, przejmując kaplicę i klasztor przy ul. Kurkowej we Lwowie oraz zakładając placówki w Samborze i Przemyślu. 
Siostry kształtują swoje życie według wzoru Świętej Rodziny z Nazaretu, opierając swą duchowość na franciszkańskich ideałach służby Bogu i ludziom, zwłaszcza najuboższym. Duch ubóstwa jest widoczny w standardzie ich życia. Domy i mieszkania sióstr są urządzone tak, by nie gorszyć zarówno biednych jak i bogatych. Wstępując do zgromadzenia postulantki nie wnoszą posagów. W sprawach doczesnego utrzymania siostry starają się zawierzyć Opatrzności Bożej. Spośród innych zgromadzeń wyróżniają się fioletowym sznurem, którym przepasują czarne habity.
W Polsce Siostry Franciszkanki Rodziny Maryi prowadzą działalność wychowawczą w przedszkolach, oraz zakładach opiekuńczo-resocjalizacyjnych, w domach dziecka, a także pracują przy chorych w szpitalach. Pomagają starszym i samotnym prowadząc domy pomocy społecznej. Podejmują także pracę w parafiach jako katechetki, organistki i zakrystianki, a także w instytucjach kościelnych, głównie w seminariach duchownych.
Poza Polską siostry pracują już od stu lat w Brazylii, gdzie przybyły razem z Polakami-emigrantami na pocz. XX wieku (1906 r.) – głównie w mieście Kurytyba, stolicy stanu Parana. Ponadto pracują na Ukrainie, na Białorusi, w Kazachstanie, w Gruzji, w Rosji oraz w Rzymie.

## Dom generalny i prowincje zgromadzenia
Dom generalny zgromadzenia mieści się w pałacyku Bogusławskiego przy ul. Żelaznej 97 w Warszawie.
Prowincje zgromadzenia:
- Prowincja Poznańska (Prowincja św. Józefa)[7][8]
- Prowincja Krakowska (Prowincja Najświętszego Serca Jezusowego)[9][8]
- Prowincja Warszawska (Prowincja Matki Bożej Niepokalanej)[10][8]
- Prowincja Erechimska (Prowincja św. Franciszka z Asyżu – Erechim RS (Brazylia))[11]
- Prowincja Kurytybska (Prowincja Dzieciątka Jezus – Curitiba PR (Brazylia))[12].

## Inicjatywy
W 2022 roku, z okazji 200-lecia urodzin założyciela swojego zgromadzenia, siostry utworzyły Wielkopolski Szlak Świętego Zygmunta Szczęsnego Felińskiego, prowadzący z Komornik przezKonarzewo, Trzcielin, Stęszew, Mosinę i Rogalinek do Rogalina. Szlak ten nawiązuje do powstańczej drogi świętego podczas Wiosny Ludów, w maju 1848 roku.